# Cinclidium frontale
Cinclidium frontale е вид птица от семейство Muscicapidae, единствен представител на род Cinclidium.

## Разпространение
Видът е разпространен в Бутан, Китай, Индия, Лаос, Тайланд и Виетнам.